# Kreis 7 (Stadt Zürich)
Der Kreis 7 ist der im Osten liegende Stadtkreis der Stadt Zürich. Er umfasst die 1893 in die Stadt eingemeindeten Quartiere Fluntern, Hottingen und Hirslanden sowie das 1934 eingemeindete Quartier Witikon.

## Geschichte
Der Kreis 7 ist 1913 im Rahmen einer Revision der Stadtkreise entstanden. Vorläufer des Kreises 7 war der Stadtkreis V, der anlässlich der ersten Eingemeindung von 1893 gebildet wurde und aus den ehemals selbständigen Gemeinden Fluntern, Hottingen, Hirslanden und Riesbach bestand.
Anlässlich der Revision der Stadtkreise von 1913 wurden der Stadtkreis III dreigeteilt und der Stadtkreis V zweigeteilt und die dabei entstandenen Kreise neu durchnummeriert. Der Kreis V wurde dabei zu Kreis 7 umnummeriert, während Riesbach in einen eigenen, neu geschaffenen Kreis 8 umgeteilt und vom Statistischen Amt der Stadt Zürich am Reissbrett in drei Quartiere unterteilt wurde.
Die zweite Eingemeindung von 1934 führte zur Schaffung der neuen Kreise 9 bis 11 sowie zur Verkleinerung des Kreises 6 und zu einer Vergrösserung des Kreises 7. Letzterer wurde in diesem Rahmen um die ehemals selbständige Gemeinde Witikon erweitert.

## Bevölkerungsentwicklung des Stadtkreises
Quelle:Statistik & Daten: Kreis 7